# Erlend Øye
Erlend Øye, född 21 november 1975 i Bergen, är en norsk musiker som är mest känd för sitt medlemskap i bandet Kings of Convenience, tillsammans med Eirik Glambek Bøe, samt sjunger och spelar gitarr i projektet The Whitest Boy Alive.

## Diskografi

### Album
- Unrest (2002)
- Oi Oi Erlend Oye! (samlingsalbum) (2002)
- Legao (2014)

### Singlar
- "Symptom Of Disease" (2002)
- "Ghost Trains" (2002)
- "Sheltered Life" (2003)
- "Sudden Rush" (2003)
- "Sheltered Life" (2003)
- "The Black Keys Work" (2004)
- "La Prima Estate" (2013)
- "Garota" (2014)
- "Rainman" (2014)
- "Estate" (2015)